# Censimento degli Stati Uniti d'America del 1970

Logo scelto dall'ufficio del censimento

Il censimento degli Stati Uniti d'America del 1970 è stato il diciannovesimo censimento degli Stati Uniti d'America. Il censimento è stato condotto dall'ufficio del censimento degli Stati Uniti d'America, che ha determinato la popolazione residente negli Stati Uniti d'America e altre statistiche alla data del 1º aprile 1970. 
La popolazione è stata conteggiata in 203.392.031 unità, con un incremento del 13,4% rispetto al 1960. Lo Stato più popoloso è risultato essere la California, mentre quello meno popoloso l'Alaska.